# 相模湖

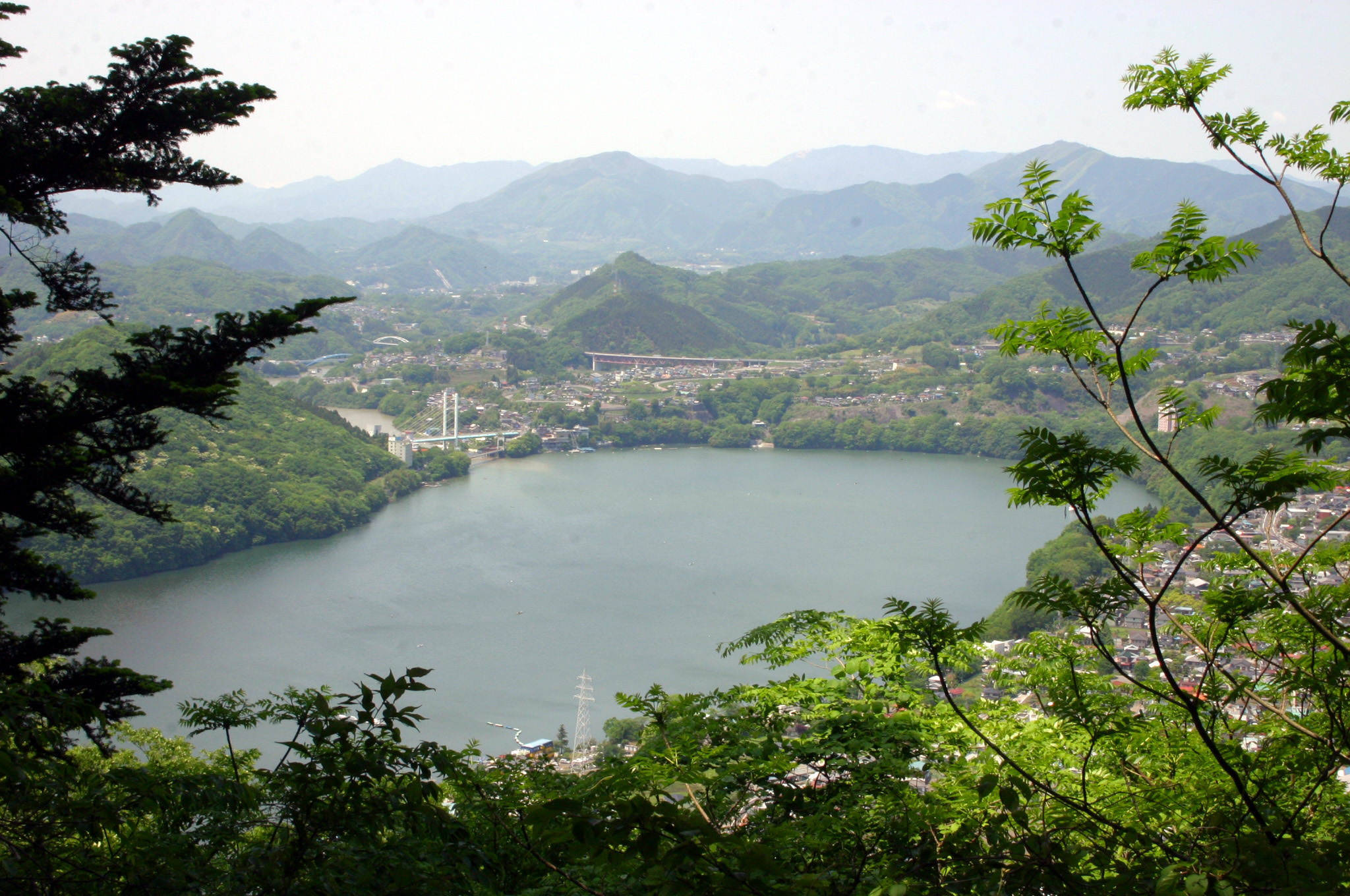
嵐山から見た相模湖遠景（2009年5月）

相模湖（さがみこ）は、神奈川県相模原市緑区にある湖。相模川を相模ダムによってせき止めて作られた人造湖である。命名者は内山岩太郎元神奈川県知事。
横浜市・川崎市・相模原市などへの上水道、京浜工業地帯への工業用水、及び水力発電、洪水調節、灌漑用水、レジャーに利用されている。一部東京都に飲料水が分水されることもある。
戦後にできたダム湖としては日本初（相模ダム完成は1947年）で、人造湖に○○湖と命名した最初の例である。

## 相模湖に関する要素
- 湖には遊覧船が就航している[1]。その他各種ボート、モーターボート、手漕ぎボート、足漕ぎボート（いわゆる“スワンのボート”）の貸出しも行われている。また安全のため、強風時や夜間（日没より日の出の間）には、各ボート業者によるボートの貸出しや、遊覧船の運航が行われない。
- 1964年に開催された東京オリンピックの際、カヌー競技会場となった。現在は神奈川県立相模湖漕艇場が設置され、関東におけるボート競技の一拠点として位置づけられている。コース距離は1000m。社団法人日本ボート協会に認定B級コース。
- 現在ではブラックバス釣りの名所としても名高い。1950年頃には既に生息していたようであるが、他の湖沼と同じく正式な放流ではないため年代の特定は難しい。
- 毎年8月1日（曜日は問わず）は湖上祭が行われる。一環として湖上花火大会も開催されるため、JR相模湖駅周辺から湖畔まで混雑する。
- 周辺地域では生活排水が長年に渡り流入して湖水が富栄養化、夏場には大量の藻（アオコ）が発生して、水質が悪化している。このため、1988年（昭和63年）以降、エアレーション（間欠式空気揚水筒）式の水質浄化装置の設置が進められ、現在8基が稼働している。これにより湖底の揚水筒から空気を注入することで泡を発生させ、この泡と一緒に湖底の冷たい水を湖の表面に運びアオコが発生しにくい水温にする方法で水質の改善を図っている[2]。

## 周辺

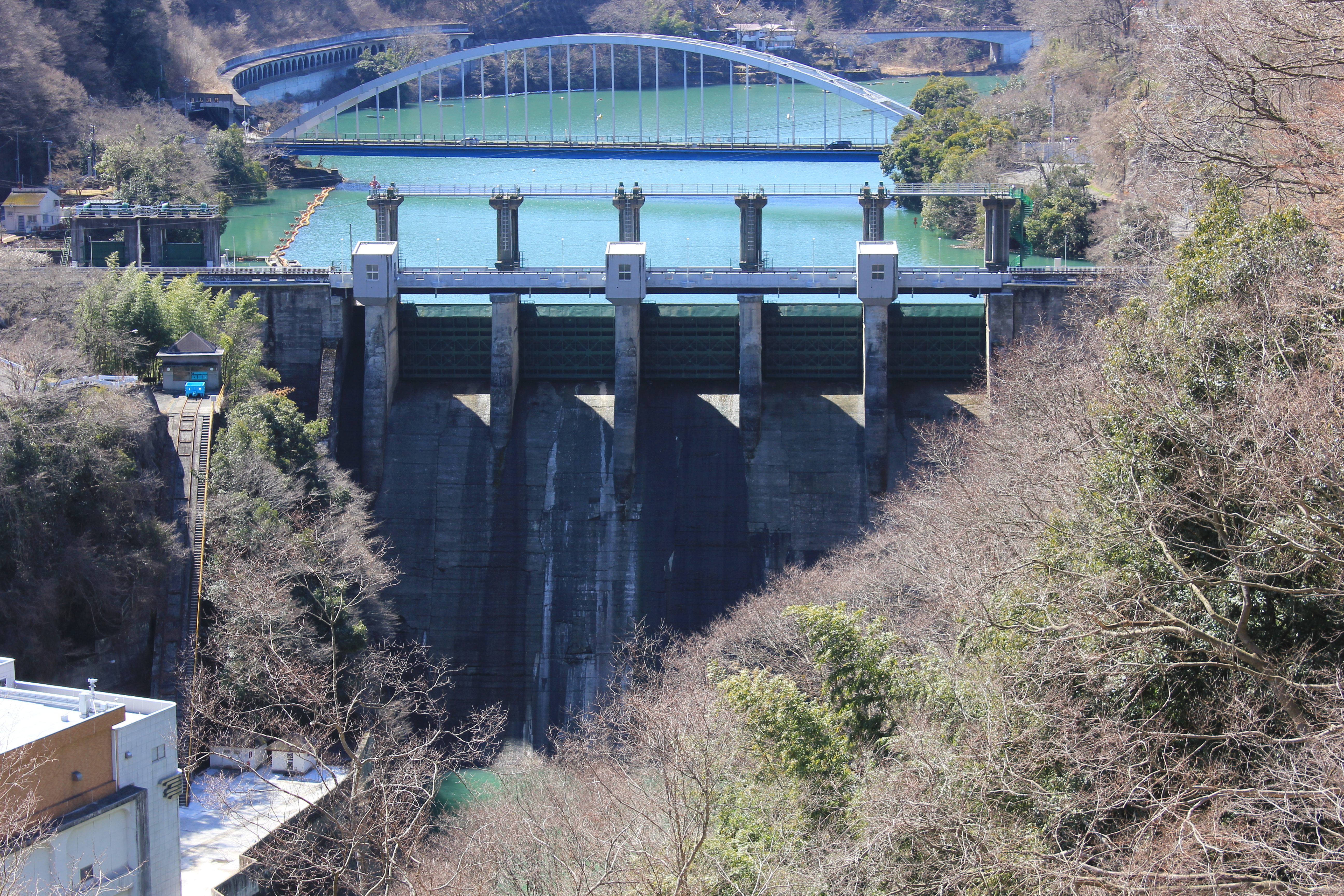
相模ダム全景（2014年3月）

- さがみ湖MORI MORI、明治の森高尾国定公園、東海自然歩道などがあり、湖やその周辺では釣りやキャンプ、ボート遊びなどといったレジャーが楽しめる。
- 湖畔の貸しボート屋5軒とゲームセンター3軒のうち2軒に古いアーケードゲームが置かれていることにより、貴重な「レトロゲームスポット」としても知られていた。年々その数は減っているものの、2008年時点で新たなゲームが現役で稼働していた。スマートボール、射的卓球場、アナログ式フリッパーピンボール、ミニドライブ（新旧2種）、スペースインベーダー（テーブル筐体かつ白黒表示のものが2台）、クレイジーコング（テーブル筐体）である。
- これらの貴重なレトロゲームが現役で稼働し、聖地として長年親しまれた「富士スポーツランド」が2023年1月15日をもって閉店した。75年間の長きに渡り営業が続いた施設でもあった。
- 「桂川」「嵐山」「与瀬」「小原」「吉野」「奈良本」「高尾」といった京都に由来する地名が点在している。弘法大師がこの地を行脚した折、京都の地形や山容に非常に似通った所があるとして命名されたとの伝説が残っている。

相模湖と周辺の景観

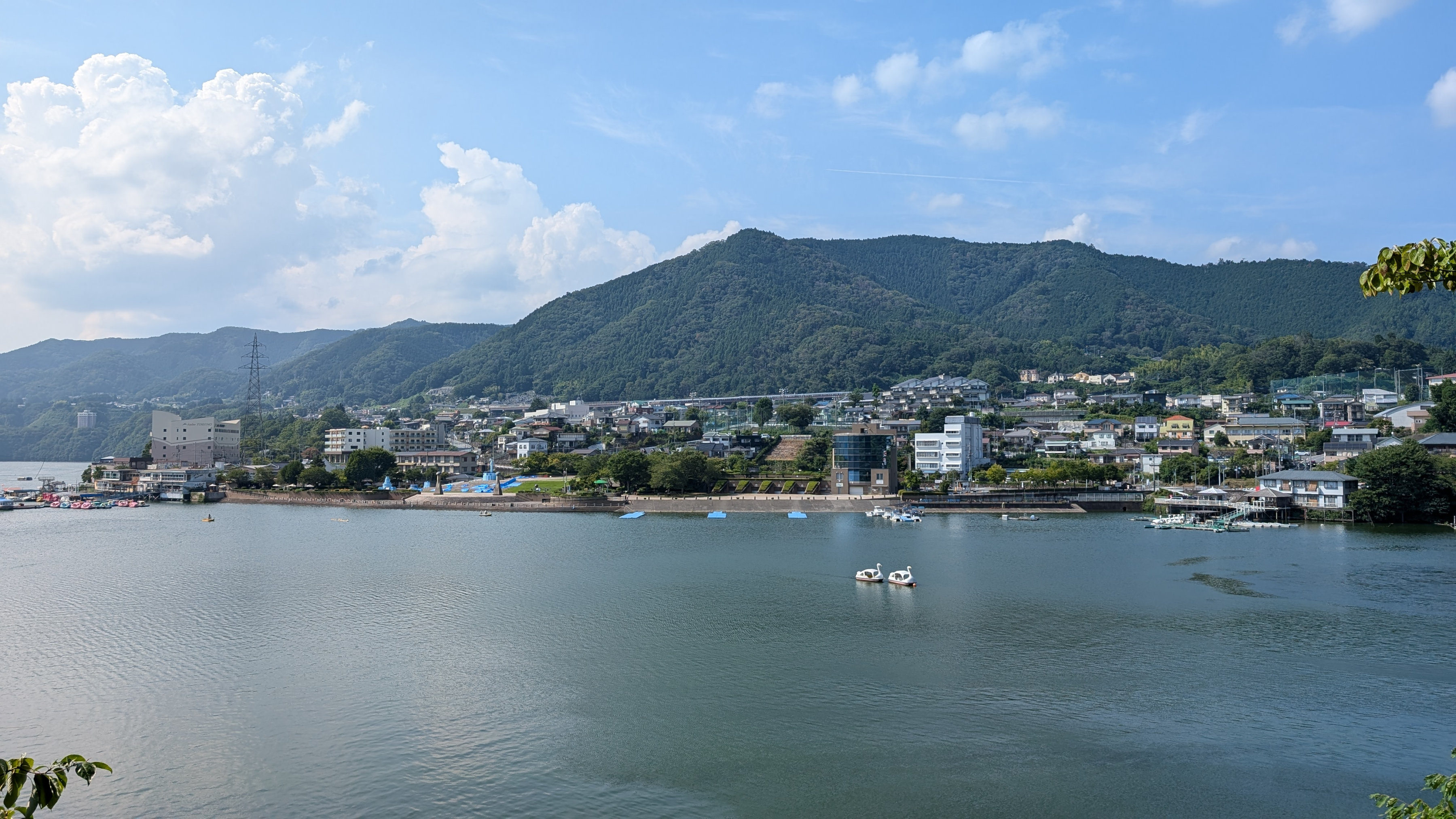
国道412号嵐山橋付近からの眺望
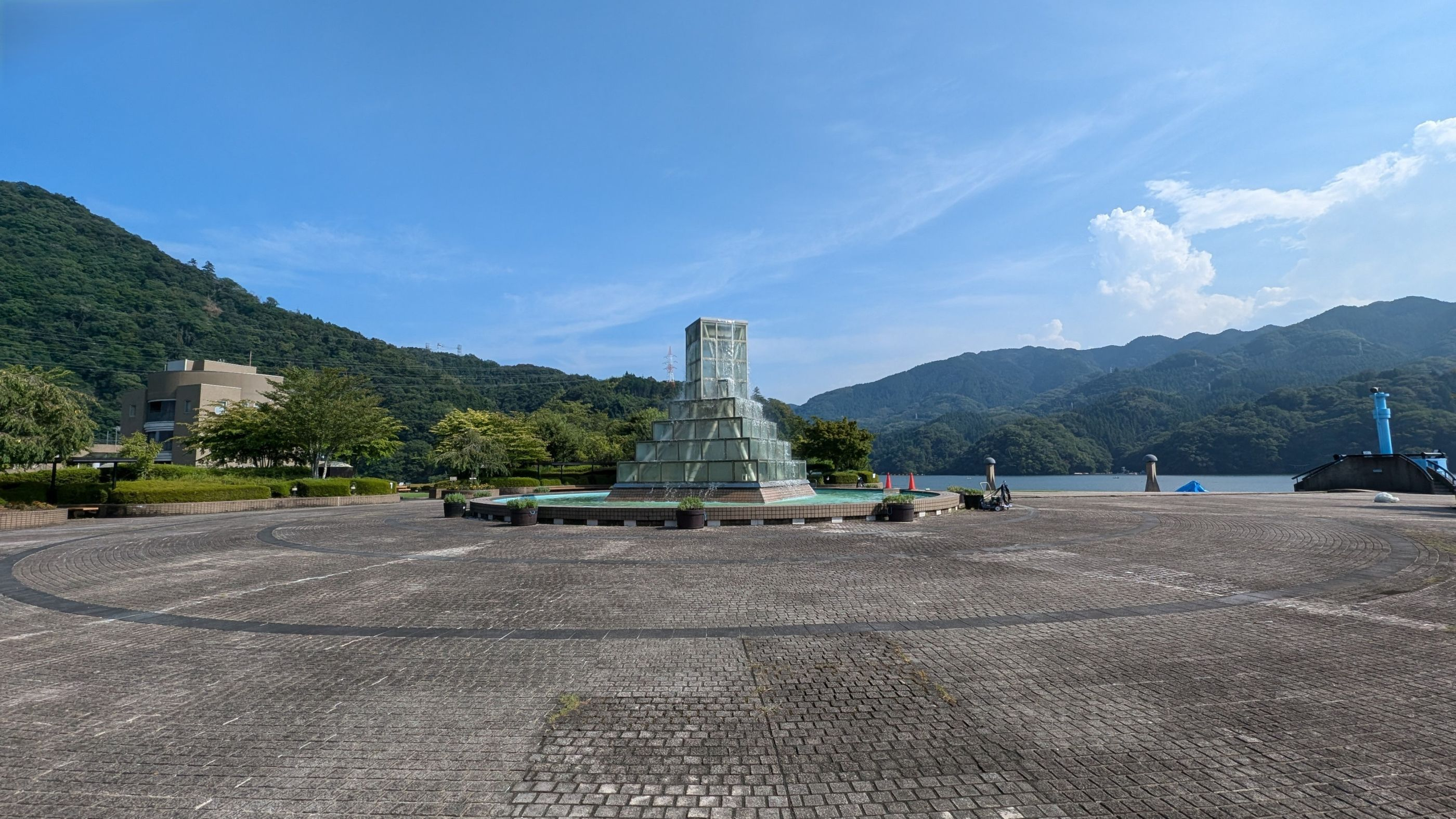
相模湖公園・ガラスのカスケード
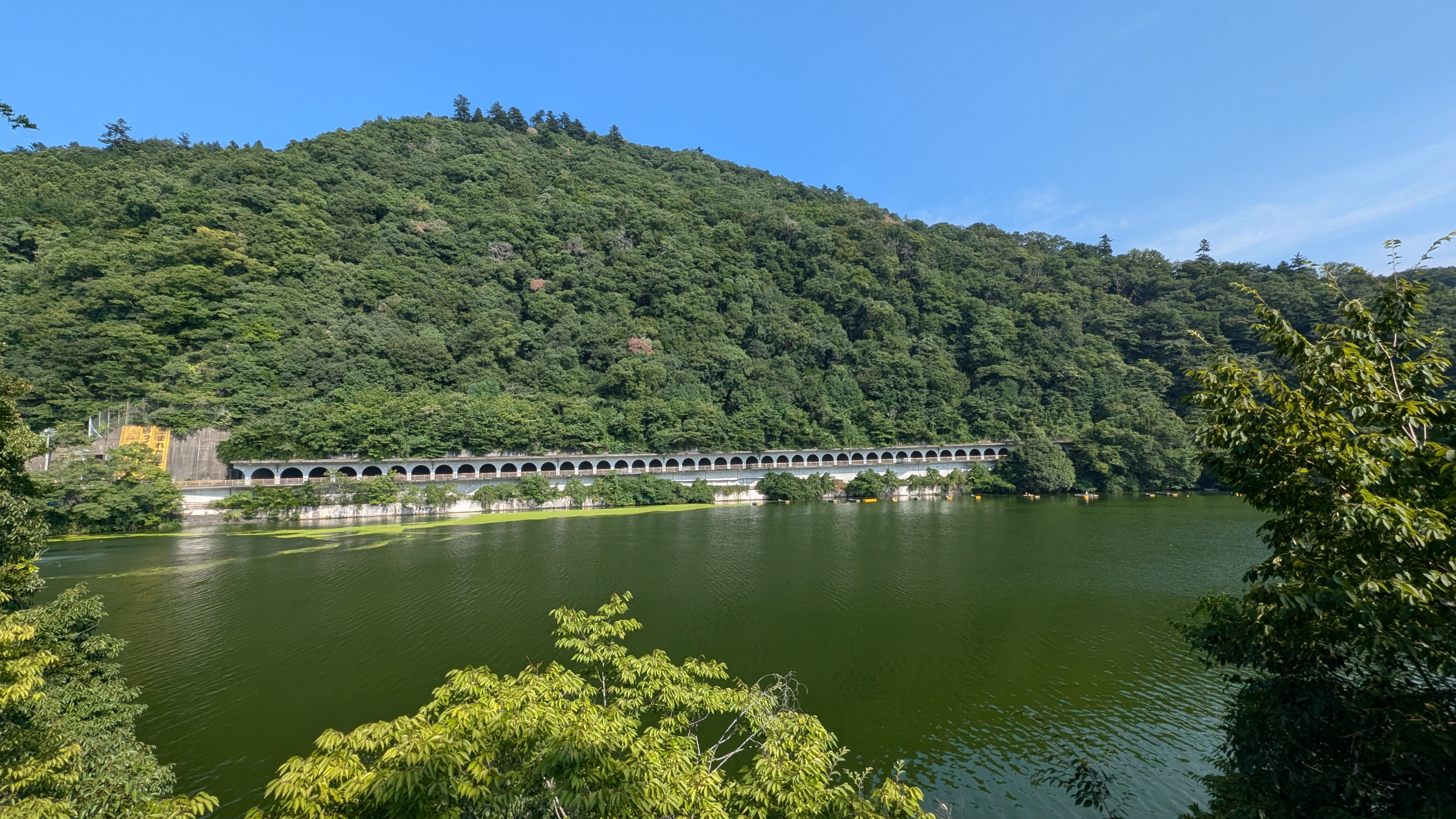
嵐山洞門（嵐山の崩落災害防止のため洞門）
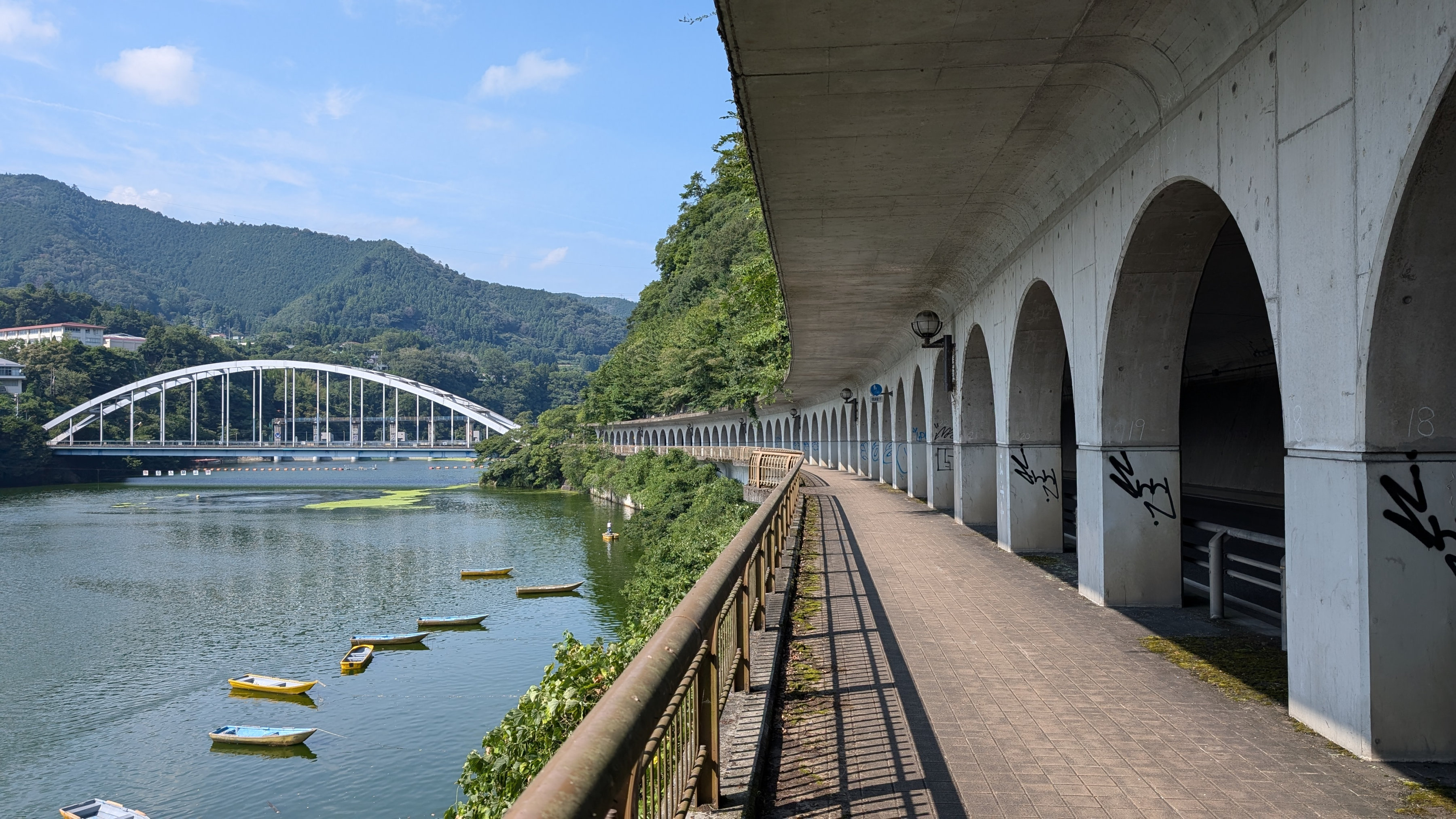
嵐山洞門脇の歩道と相模湖大橋

## 交通アクセス
湖畔近くには各種交通路線が通じており、アクセス性に優れている。遊覧船・貸しボートなどのレジャー施設は県営相模湖公園のある湖北東部の湖畔に集中しており、相模湖駅からこの区域までは500mほどの距離である。
- JR中央本線：相模湖駅 - 湖畔までは徒歩10分。1901年の開業当初は与瀬駅と称していたが、人造湖形成後の1956年に改称された。駅前通りを進むと甲州街道（国道20号）が横切る。これを超え国道412号の小さくカーブする坂を下れば、相模湖公園が見える。途中、相模湖誕生と共に開業した割烹旅館大正館がある。なお、この区間には路線バスも走っている。
- 中央自動車道：相模湖東出口、相模湖インターチェンジ、相模湖バスストップ。相模湖バスストップは中央高速バス甲府線および富士五湖線が停車し、下りは乗車専用上りは降車専用である。相模湖公園には県営の有料駐車場がある（平日は無料）。これと若干離れた相模湖大橋の脇にも県営の無料駐車場がある。上記の両インターチェンジからのルート上には、著名な渋滞地点の「相模湖駅前」交差点がある。

遊覧船・レンタルモーターボート・レンタルボート・釣り船・カヌー教室等が整備され、都民並びに県民の憩いの場所となっている。
勝瀬観光株式会社は、相模湖誕生と共に水没した旧日連村勝瀬の出身者有志が協同設立した会社である。
同社の所有する遊覧船スワン丸は日本初の白鳥型遊覧船であり、特に子供達や女性に人気が高い。
県立相模湖公園には駐車場も整備されている。この駐車場は平日は無料である。なお、5月の連休、7月から8月までの夏休み期間中は有料となる。駐車料金は近々改定の計画が予定されている。この駐車場の他に県営の無料駐車場が相模湖大橋の近くにある。